# Aphodius gracilipes
Aphodius gracilipes là một loài bọ cánh cứng trong họ Scarabaeidae. Loài này được Harold miêu tả khoa học năm 1867.